# Жюпрел
Жюпрел (на френски: Juprelle) е селище в Югоизточна Белгия, окръг Лиеж на провинция Лиеж. Населението му е около 8400 души (2006).